# Steward Berroa
Steward Berroa (Santo Domingo, República Dominicana, 5 de junio de 1999), es un jugador profesional dominicano de béisbol que se desempeña en la posición de jardinero derecho en Toronto Blue Jays, equipo de las Grandes Ligas de Béisbol (MLB).

## Carrera
En 2024, Berroa hizo su debut en la MLB con el equipo Toronto Blue Jays, donde lleva jugando una temporada.